# Marquis des Minas
 (mars 2023).
Si vous disposez d'ouvrages ou d'articles de référence ou si vous connaissez des sites web de qualité traitant du thème abordé ici, merci de compléter l'article en donnant les références utiles à sa vérifiabilité et en les liant à la section « Notes et références ».
Marquis des Minas est un titre correspondant au marquisat des Minas ou marquisat de Minas (marquisat des Mines en français ; en portugais marquesado das Minas), créé le 2 janvier 1608, par Philipe II de Portugal, en faveur de Dom Francisco de Sousa, troisième comte du Prado (environ 1540-1611). 
Ce titre se rapporte à des mines encore à découvrir au Brésil à cette époque, à l'espoir de les découvrir et exploiter, car ce n'est qu'à la fin du XVIIe siècle que commencera la course à l'or brésilien.

## Liste des marquis des Minas
- D. Francisco de Sousa (1610-1674), considéré comme l'un des héros de la guerre de restauration du Portugal (1640).
- D. António Luís de Sousa aîné du second mariage du premier marquis, né en 1644 et mort le 25 décembre 1721, 4e comte du Prado du vivant de son père puis 2e marquis des Minas[1].
- Son deuxième fils, D. João de Sousa (Viana do Castelo 29 décembre 1666-assassiné  le 17 septembre 1722) est le 3e marquis des Minas, à partir de 1721, et le 6e comte du Prado.
- Un autre fils hérite, D. António Caetano Luís de Sousa, 4e marquis des Minas et 7e comte du Prado[2]. Il eut un fils, Dom João de Sousa (1713-1745), qui ne fut jamais comte du Prado, mais dont la fille posthume hérita des titres de sa maison :
- D. Maria Francisca de Sousa, 5e marquise des Minas et 8e comtesse du Prado.
- D. Francisco de Sousa Lencastre e Noronha (1780-1796), son fils, est le 6e marquis des Minas et 9e comte du Prado, mort sans descendance.
- D. João Francisco de Sousa Lencastre, son parent, 7e marquis des Minas et 10e comte du Prado, mort en 1808 sans descendance.
- D. Joana de Sousa Lencastre e Noronha, sa parente, 8e marquise des Minas et 11e comtesse du Prado, morte en 1827.
- D. Brás da Silveira e Lorena (1814-1867), 9e marquis des Minas (1842) et 11e comte du Prado.
- Son fils, D. Nuno, 10e marquis des Minas et 12e comte du Prado, mort sans descendance.
- D. Pedro Maria da Silveira e Lorena, 13e comte du Prado et 11e marquis des Minas, mort sans descendance.
- D. Alexandre da Silveira e Lorena (1847-1903), son parent, 14e comte du Prado, 12e marquis des Minas.
- D. João de Castro de Mendia, comte de Resende, porte actuellement le titre de marquis des Minas, ou marquis de Minas.

## Généalogie
- Hugues Capet
  - (sept générations mâles)
    - Alphonse III (roi de Portugal) (1210-1279)
      - (onze générations mâles)
        - Francisco de Sousa (1610-1674), 1er marquis
          - António Luís de Sousa (pt) (1644-1721), 2e marquis
            - João de Sousa (pt) (1666-1722), 3e marquis
              - António Caetano Luís de Sousa (pt) (1690-1757), 4e marquis
                - João de Sousa (1713-1745)
                  - Maria Francisca de Sousa (pt)[3] (1745-1787), 5e marquise
× 1760 Lourenço de Lancastre e Noronha (1735-1801)
                    - Francisco Benedito de Sousa Lencastre e Noronha (d) (1780-1796), 6e marquis
                    - João Francisco de Sousa Lencastre (d) (1782-1810), 7e marquis
                    - Joana Bernarda de Sousa Lencastre e Noronha (pt) (17??-1827), 8e marquise

          - Luísa Bernarda de Sousa (1648-1737)
× Luiz Baltasar da Silveira (1647-1737)
            - Brás Baltasar da Silveira (1674-1751)
              - Luísa Francisca Antónia da Silveira (1722-1749)
× Nuno Gaspar de Távora (1704-1789?)
                - Brás José Baltasar da Silveira e Lorena[4] (1747-1806)
                  - Maria José Inocência da Piedade da Silveira (1792-18??)
× Luís Inocêncio Benedito de Castro (1777-1824)
                    - António Benedito de Castro (1820-1865)
                      - Manuel Benedito de Castro Pamplona (1845-1907)
                        - João de Castro Pamplona (1882-1924)
                          - Maria Benedita de Castro Pamplona (1917-1983)
× Francisco Assis Nazareth Almeida Mendia (1895-1962)
                            - João de Castro de Mendia (1946-)

                  - Nuno Maria da Silveira e Lorena (1793-1820)
                    - Brás Maria da Silveira e Lorena (pt) (1814-1867), 9e marquis
× 1842 Eugénia Maria de Sousa Holstein, fille de Pedro de Sousa Holstein, duc de Palmela et du Faial
                      - Pedro Maria da Silveira e Lorena (1846-1870), 10e marquis
                      - Alexandre Maria da Silveira e Lorena (pt) (1847-1903), 11e marquis